# イサクの犠牲 (アンドレア・デル・サルト)
『イサクの犠牲』（イサクのぎせい、伊:Sacrificio di Isacco）は、イタリアの盛期ルネサンスの巨匠、アンドレア・デル・サルトによるイサクの燔祭を主題にした絵画である。3点のバージョンがあり、ドレスデンのアルテ・マイスター絵画館（213 x 159 cm、1527-1529年   ）、クリーブランド美術館（178 x 138 cm） 、およびプラド美術館（98 x 69 cm、1527-1530年ごろ  ）に所蔵されている。

## 歴史
ドレスデン版は、1527年にジョヴァンニ・バッティスタ・デッラ・パッラにより、約10年前にフォンテーヌブロー宮殿でアンドレア・デル・サルトを迎えたフランスのフランソワ1世への贈り物として依頼された。デッラ・パッラは、作品が完成する前の、アンドレアの死の直前に投獄されたが、その後、ヴァザーリの『画家・彫刻家・建築家列伝』に記録されているように、さまざまなサイズと仕上げのレベルで3点のバージョンが制作された。現在クリーブランドに所蔵されている作品はおそらく未完成の試作であったが、ドレスデン版（最大で、最も完成度が高い）はおそらくフランソワ1世のために意図されていた。しかし、代わりにヴァスト侯爵、アルフォンソ・ダヴァロスに押収され、侯爵は自身のモノグラムを手前の岩に描き入れさせた。ドレスデン版はモデナのエステンセ・コレクションにあったが、1746年にドレスデンでの売り立てで売却された。
侯爵が所有していたバージョンは実際には3点のうち最小の、現在マドリードにあるバージョン（ドレスデン版と同じ様式）で、おそらくドレスデン版よりわずかに遅く制作されたと主張する人もいる。マドリード版は、アストゥリアス王太子、後のカルロス4世に購入されたことが知られている。作品は、エル・エスコリアル修道院の敷地に王太子のために建設された比較的非公式の居館、「カシータ・デル・プリンシペ」の1779年の目録に最初に記載されている。その後、1814年にアランフェス王宮で記載された後、本作は他のスペインの王室コレクションの作品とともにプラド美術館に移された。

## 3点のバージョン

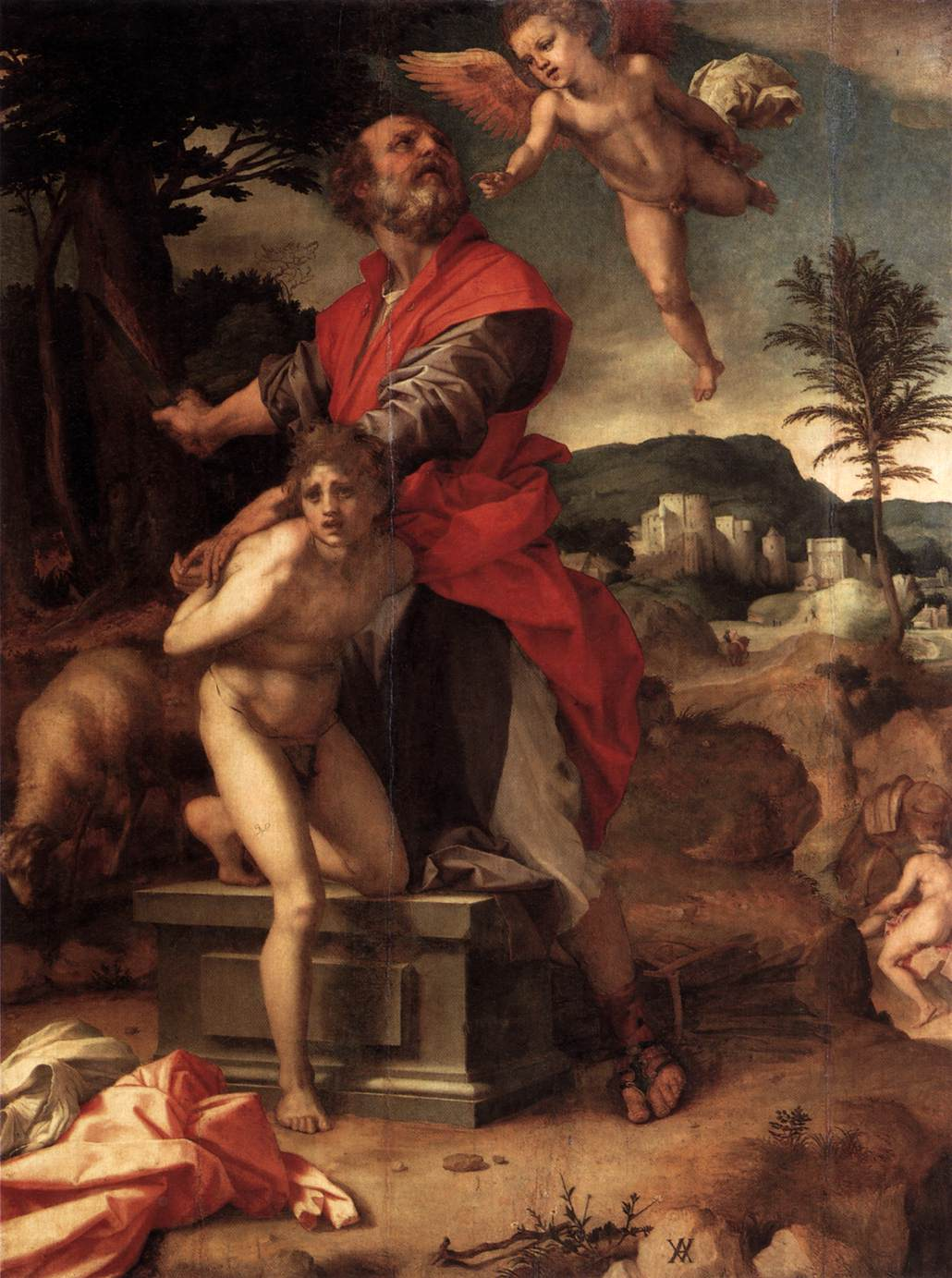
アルテ・マイスター絵画館 (ドレスデン) 版
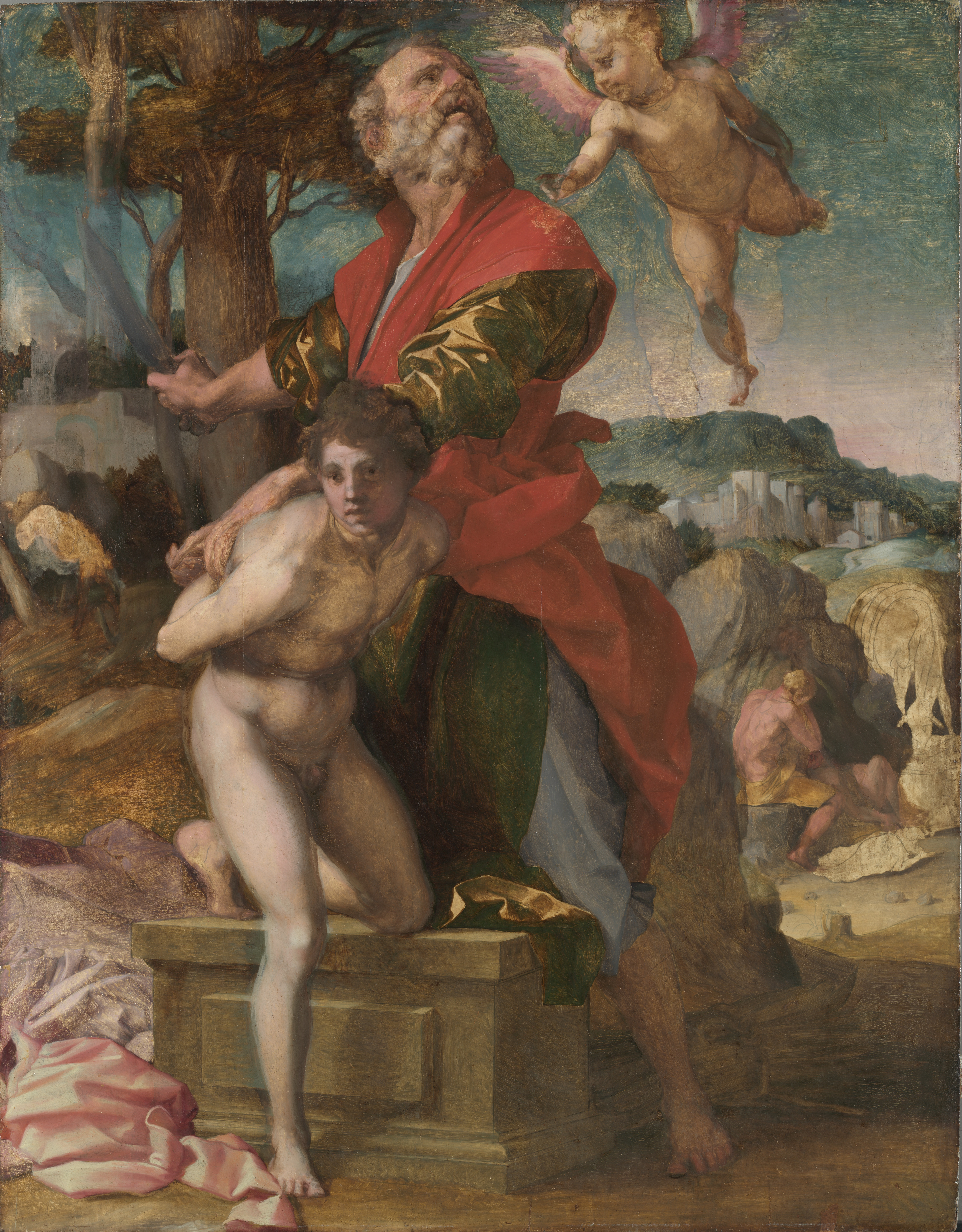
クリーブランド美術館版
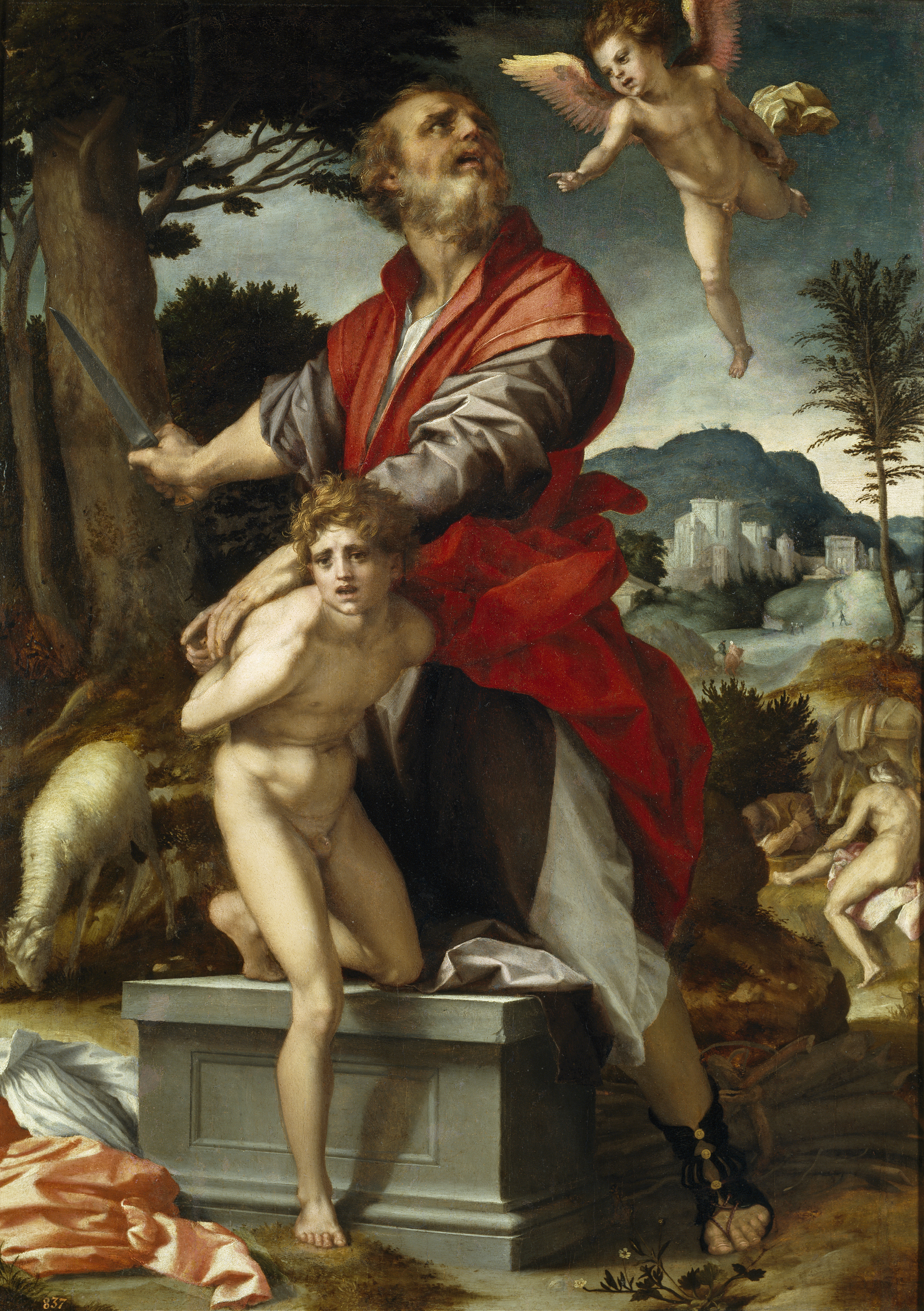
プラド美術館版